# Atractodes mallyi
Atractodes mallyi là một loài tò vò trong họ Ichneumonidae.